# Uno Lamm
August Uno Lamm (Göteborg, 22 mei 1904 – 1 juni 1989) was een Zweeds elektrotechnicus en uitvinder. Zijn belangrijkste prestaties lagen op het gebied van hoogspanningsgelijkstroom (HVDC), elektriciteitstransport met gelijkstroom onder hoogspanning.

## Levensloop
Uno Lamm werd geboren in Göteborg aan de Zweedse westkust, maar verkreeg in 1927 zijn ingenieursdiploma aan de Koninklijke Technische Hogeschool in Stockholm. Na een korte tijd als dienstplichtig militair kwam bij ASEA, het Zweedse elektrotechnische conglomeraat, in dienst als trainee. In 1929 werd hij projectleider voor de ontwikkeling van een hoogspanning kwikdampgelijkrichter. Gelijkrichters in die tijd waren geschikt tot maar 2500 volt en gelijkrichters voor nog hogere spanningen zouden een praktische toepassing hebben in de transmissie van grote hoeveelheden energie over grote afstanden.
In 1943 verkreeg Lamm zijn doctorsgraad aan de Koninklijke Technische Hogeschool, door deeltijdstudies te volgen terwijl hij gelijktijdig verder ontwikkelde aan de kwikdampgelijkrichter. Na ongeveer twintig jaren van ontwikkeling om er een te maken voor HVDC-transmissie verkreeg ASEA in 1950 de opdracht voor het HVDC-Gotlandproject die na voltooiing in 1955 het eerste moderne commerciële HVDC-systeem werd. Datzelfde jaar werd Lamm benoemd tot hoofd van het ASEA-project voor de bouw van de eerste Zweedse commerciële kerncentrale.
Lamm werd in 1961 door ASEA aangesteld om samen met General Electric te werken aan het Pacific DC Intertie-project, een combinatie van langeafstands-AC en HVDC-transmissiesystemen voor het transport van elektrische energie van een waterkrachtcentrale aan de Pacific Northwest naar consumenten in zuidelijk Californië. Aan het einde van 1964 was Lamm definitief verhuisd naar Californië.

## Persoonlijk
Gedurende zijn lange carrière diende Lamm 150 octrooien in en schreef rond de 80 technisch documenten. Daarnaast schreef hij op grote schaal over sociale vraagstukken in artikelen gepubliceerd in Zweedse kranten en opiniebladen, waarbij hij sterke kritiek uitte over de Zweedse regering. Lamm werd omschreven als een onwrikbare anticommunist en was aanhanger van de positieve kenmerken van de Amerikaanse economie. Gedurende de Tweede Wereldoorlog, waarbij het noodzakelijk was om naar nazi-Duitsland te reizen voor zijn ASEA-zaken, werd Lamm bekritiseerd door zijn leidinggevenden voor zijn antinazi-houding, zoals het weigeren de nazipartijgroet te geven tijdens octrooi-hoorzittingen.
Reeds op jonge leeftijd had Lamm vioolspelen geleerd en had hierdoor een interesse in kunst en cultuur. Hij was tweemaal getrouwd en had vier kinderen. Tijdens zijn leven ontving Lamm vele prijzen, waaronder in 1965 de IEEE Lamme Medal. Van 1867 tot 1988 trad hij op als voorzitter van de IEEE. In 1980 stelde de IEEE de Uno Lamm-award in voor prestaties op het gebied van hoogspanningselektrotechniek.